# روبرت فنسنت دانيلز
روبرت فنسنت دانيلز (بالإنجليزية: Robert Vincent Daniels)‏ هو مؤرخ أمريكي، ولد في 4 يناير 1926 في بوسطن في الولايات المتحدة، وتوفي في 28 مارس 2010.